# Лемсиа
Лемсиа (груз. ლემსია) — село в Грузии, на территории Местийского муниципалитета края (мхаре) Самегрело-Верхняя Сванетия.

## География
Село находится в северо-западной части Грузии, на правом берегу реки Мулхура (правый приток Ингури), на расстоянии приблизительно 1 километра (по прямой) к юго-западу от посёлка городского типа Местиа, административного центра муниципалитета. Абсолютная высота — 1437 метров над уровнем моря.

## Население
По результатам официальной переписи населения 2014 года в Лемсии проживало 139 человек (67 мужчин и 72 женщины). В национальной структуре населения грузины составляли 100 %.
| Год  | Население, человек |
| ---- | ------------------ |
| 2002 | 261                |
| 2014 | ↘ 139              |